# Eleonora Constantia Ulich
Eleonora Constantia Ulich var en tysk skådespelare och teaterdirektör. 
Hon var gift med Johann August Ulich, som var direktör för Ulichs teatersällskap eller Hochteutsche Comoedianten. Ulichs teater besökte Sverige första gången år 1696–1697, då de besökte Stockholm och uppträdde sedan i Göteborg och Köpenhamn 1705. De var välkända i Skandinavien. 
Efter makens död 1710 övertog hon ledarskapet för teatern. Under hennes ledning var Ulichs teatersällskap ett välkänt inslag i det skandinaviska teaterlivet och fortsatte turnera i Norden. De turnerade bland annat i Trelleborg 1716, Bergen 1733 och Oslo 1736–1737.